# Deutscher Familienverband
Der Deutsche Familienverband e. V. (DFV) ist ein gemeinnütziger Verein mit Hauptsitz in Berlin. Gegründet wurde er 1922 in Weimar.

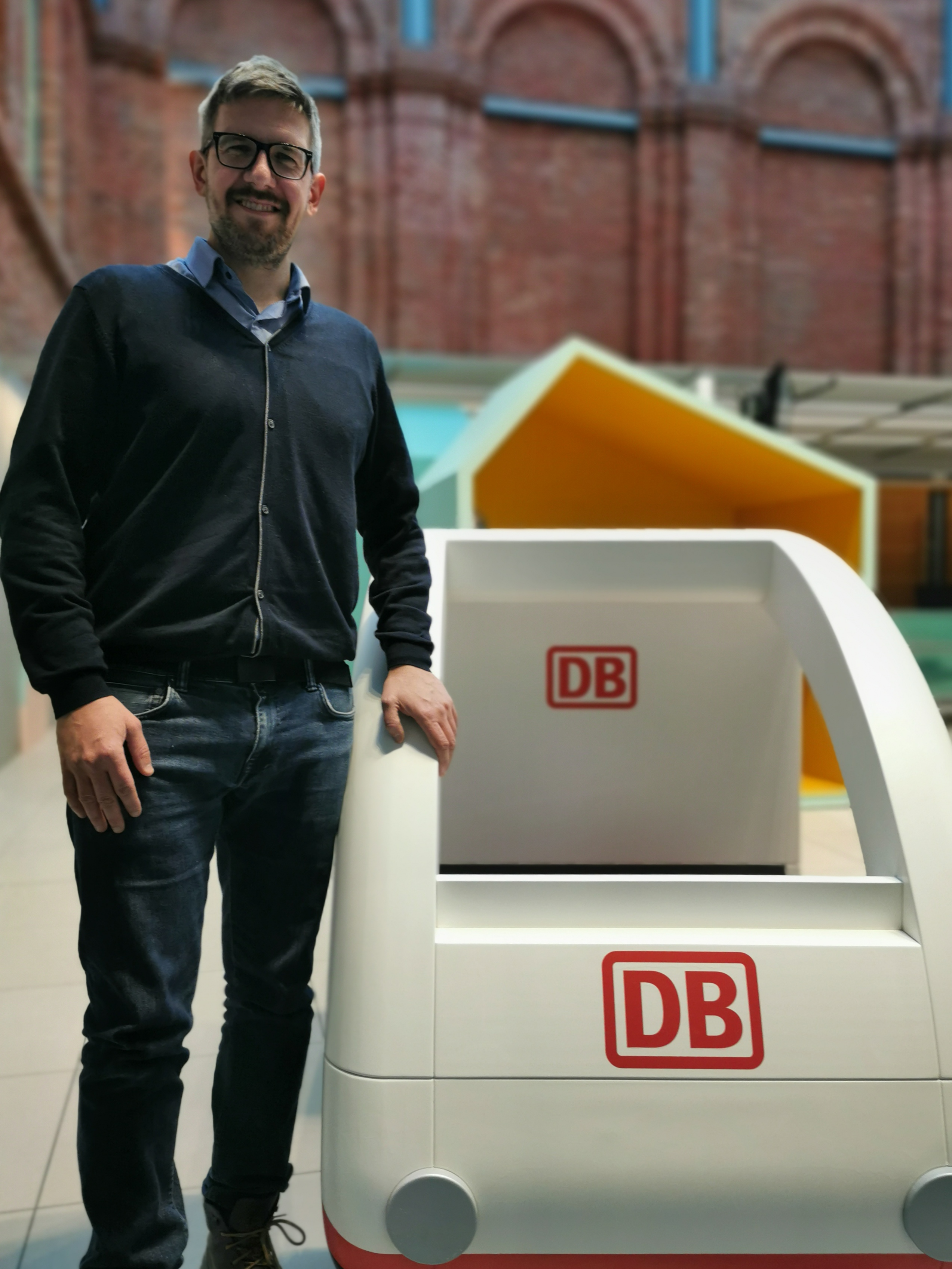
Sebastian Heimann (2022) im Familienwartebereich des Hauptbahnhofs Dresden

## Deutscher Familienverband
Der Dachverband ist parteipolitisch und konfessionell ungebunden und steht allen Familien in Deutschland und allen am Wohl der Familie Interessierten zur Mitgliedschaft offen. Mit mehr als 15.500 Mitgliedern und Landesverbänden in allen Ländern versteht sich der DFV als Interessensvertretung für Familien. Durch seine politische Arbeit hat der Verband an der Durchsetzung vieler familienpolitischer Leistungen wie beispielsweise des Erziehungsgeldes, des Erziehungsurlaubs mit Beschäftigungsgarantie (Vorläufer der Elternzeit), der Anrechnung von Erziehungsjahren in der Rente, dem Baukindergeld sowie im Bereich der Wohnungsbaupolitik maßgeblich mitgewirkt.
In vielen Landes-, Kreis- und Ortsverbänden wird aktive und engagierte Arbeit für Familien geleistet. Dazu gehört politische „Einmischung“ ebenso wie ein vielfältiges Programm an Aktionen, Beratungs- und Hilfsangeboten sowie die Durchführung von Familienerholungen und Familienbildungsseminaren, zum Teil in eigenen Häusern.

## Geschichte
1922 wurde der Reichsbund der Kinderreichen zum Schutz der Familie gegründet. Bereits im Kaiserreich wurden die ersten formlosen Bünde kinderreicher Familiegegründet. Am 23. Januar 1921 beschlossen die verschiedenen Bünde der Kinderreichen, einen Gesamtverband zu gründen, den Reichsverband der Bünde der Kinderreichen zum Schutz der Familie e. V. mit Sitz in Frankfurt am Main (Reichsbund der Kinderreichen zum Schutze der Familie e. V.). Am 24. und 25. Juni 1922 fand in Weimar die erste ordentliche und satzungsgebende Hauptversammlung statt. Die gemeinsame Verbandssatzung wurde am 25. Juni 1922 beschlossen und trat 1924 in Kraft. Der Zweck des neu genannten Reichsverbandes umfasste gemäß Artikel 119 und Artikel 155 der Weimarer Reichsverfassung den Schutz der Familie, insbesondere die Vertretung der kulturellen, sozialen und wirtschaftlichen Interessen aller kinderreichen Familien Deutschlands, ohne Unterschied des Berufes oder der sozialen Stellung, sowie der Partei und Konfession.
Mit der Gründung wurde das Weimarer Programm veröffentlicht, welches bis 1933 Geltung hatte. Es umfasste sieben Punkte:
- Achtung vor der Mutter. Schutz ihrer Kinder vor sittlicher Gefährdung und vor wirtschaftlicher Ausbeutung
- Hinzuziehung ihrer Vertreter zu allen gesetzgebenden Arbeiten, die für die Kinderreichen von Bedeutung sind sowie die Ausübung ausreichenden Einflusses auf die ausführenden Verwaltungsstellen in Reich, Staat und Gemeinden
- Bis zur gesetzlichen Regelung des wirtschaftlichen Ausgleichs einen ausreichenden sozialen Lohn
- Gerechte Berücksichtigung der Kopfzahl der Familie bei der Steuergesetzgebung und Steuerfreiheit aller Ausgleichszahlungen sowie Besteuerung des auf den einzelnen Erben entfallenden Erbteils, nicht der gesamten Erbmasse
- Zuweisung menschenwürdiger Wohnungen, Vergebung von Siedlungen und Pachtland an Kinderreiche, Erleichterungen in der Wohnungsbauaufgabe
- Schutz vor Arbeitslosigkeit durch Ausdehnung des Gesetzes über die Beschäftigung Schwerkriegsbeschädigter auf die Kinderreichen
- Befreiung vom Schulgeld sowie kostenlose Lieferung von Lernmitteln

Wichtigste Aufgabe des Verbandes war, den von Wohnungs- und Arbeitslosigkeit bedrängten Familien zu helfen und die Interessen gemeinsam politisch zu vertreten. Innerhalb weniger Jahre wurde der Verband zum anerkannten Sprecher der größeren Familien. Seit 1924 bis zur Gleichschaltung des Bundes war Hans Konrads, vom Beruf Volksschullehrer in Düsseldorf, Vorsitzender des Bundes. Mit Befürwortung des Reichskanzlers Brüning wurde er vom Schuldienst freigestellt. Während der Hitlerdiktatur wurde der Bund gleichgeschaltet und das Engagement der Mitglieder beschränkte sich weitgehend auf persönliche Hilfen. Der Reichsbund wurde nicht wie zahlreiche andere Organisationen aufgelöst, stattdessen wurde aber vom Reichsministerium des Inneren ein „Beauftragter“ bestellt, der ab Juli 1933 seine Leitung übernahm, die alten Vorstände absetzte und über die entsprechende Neubesetzung entschied. Systematisch wurde der Bund im Laufe des Jahres 1933 auf allen Ebenen gleichgeschaltet und umgestaltet. Der alte Reichsbund, der in Vorstellungen des christlichen Glaubens und der sozialen Gerechtigkeit wurzelte, bestand in seiner eigentlichen Form nicht mehr weiter.
Nach dem Zweiten Weltkrieg wurde der Bund als DFV wiedergegründet. Sein Sitz und die Bundesgeschäftsstelle sind seit der Wiedervereinigung nach Berlin verlegt worden. Zuvor war es Bonn.
Seit seiner Gründung setzt sich der Verband als Sprecher aller Familien für eine Politik ein, die die Familie in den Mittelpunkt jedes gesellschaftspolitischen Handelns stellt und ihre Leistungen anerkennt. Sein Engagement gilt dabei den Handlungsfeldern, die den Alltag von Familien und die Entscheidung für ein Leben mit Kindern am meisten beeinflussen: der wirtschaftlichen Situation, der Wohnsituation, dem Steuer- und Abgabenrecht, der Absicherung im Alter und der Vereinbarkeit des Familien- und Erwerbslebens.
Der DFV ist Mitinitiator des sozialen Wohnungsbaus in den Nachkriegsjahren, der Einführung des Kindergeldes in den 70er Jahren und der Wiedereinführung von Steuerfreibeträgen für Kinder in den 80er Jahren. Zusammen mit der Arbeitsgemeinschaft der deutschen Familienorganisationen (AGF) und weiteren Einrichtungen initiierte der DFV die Mehrwertsteuer-Kampagne „7% für Kinder“, die Forderung nach einer familienfreundlichen Besteuerung kindbezogener Produkte. Der Deutsche Familienverband hat in einem mehrjährigen Verfahren vor dem Bundesverfassungsgericht im April 2022 erwirkt, dass die gesetzliche Pflegeversicherung teilweise für verfassungswidrig erklärt worden ist.

## Tätigkeiten
Zu den wichtigsten Aufgaben des gehört:
- Stärkung der Handlungskompetenz von Eltern (z. B. durch Familienberatung und Familienstabilisierung)
- Beratungs- und Aufklärungsarbeit zum Thema Kinderwunsch, Kindererziehung, Familienbildung und Partnerschaft
- Organisation und Durchführung von Veranstaltungen zum Thema Familie
- Schuldner- und Insolvenzberatung
- Vermittlung von Mutter-/Vater-Kind-Kuren und Mütterkuren
- Fortbildungen in der Familienarbeit
- Entwicklung und Durchführung von Familienbildungsprogrammen in den Bereichen Bildung, Erziehung, Gesundheit, Leben in der Familie, Partnerschaft, Vermittlung von Familienerholungsangeboten für sozial schwache Familien
- Durchführung von interkulturellen und integrativen Familienangeboten
- Förderung des persönlichen Erfahrungsaustausches von Eltern und Kindern untereinander
- Entwicklung von Bewältigungsstrategien im Umgang mit Familiensituationen (Stress, Familien- und Kommunikationsprobleme)
- Förderung der Eigeninitiative und Selbständigkeit von Familien
- Begleitung von Paaren in unterschiedlichen Lebenssituationen
- Leitung der Initiative ProMann
- Engagement für Familien in der Landes- und Bundespolitik

## DFV-Familie
Über seine Zeitschrift „DFV-Familie“ informierte der Deutsche Familienverband Mitglieder und Interessierte zu Fragen der Familienpolitik und des Familienalltags. Damit betrieb der DFV über den Kreis der Mitglieder hinaus eine öffentliche Bewusstseinsbildung für Familieninteressen. Die Zeitschrift erschien zum ersten Mal im August 1921 als Verbandszeitung unter dem Titel „Der Kinderreiche“.  Die DFV-Familie war mit einer Auflage von 100.000 Exemplaren (ivw-geprüft) bis 2013 die auflagenstärkste Familienzeitschrift in Deutschland, die durch einen Verein herausgegeben wurde. Nach einigen Jahren der Herausgabe als e-Magazin wurde die „DFV-Familie“ schließlich in den DFV-Newsletter überführt.

## elternklagen.de
Im Februar 2015 startete der Verband mit dem Familienbund der Katholiken (FDK) die Kampagne „Wir jammern nicht - wir klagen!“. Mit der Kampagne sollen Familien dafür sensibilisiert werden, dass sie monatlich mindestens 238 Euro pro Kind und Monat zu viel an Sozialbeiträgen in die Kranken-, Renten- und Pflegeversicherung einzahlen. Der DFV und der FDK, die zwei größten Familienverbände in Deutschland, fordern Eltern deshalb dazu auf, Widerspruch gegen die doppelte Abgabenlast bei ihren Krankenkassen einzulegen und stützen sich dabei auf das Pflegeversicherungsurteil des Bundesverfassungsgerichts von 2001, der den finanziellen Beitrag mit der Kindererziehung von Eltern als generativen Beitrag höchstrichterlich gleichstellte.
Inzwischen haben der Verband und der Familienbund der Katholiken vier Verfassungsbeschwerden beim Bundesverfassungsgericht in Karlsruhe eingelegt (Stand: März 2017). Im April 2022 erklärte das Bundesverfassungsgericht Teile der gesetzlichen Pflegeversicherung für verfassungswidrig, weil es Familien benachteiligt.

## Wahlrecht ab Geburt
Zusammen mit der ehemaligen Bundesfamilienministerin Renate Schmidt engagiert sich der Deutsche Familienverband für ein Familienwahlrecht in Form des Wahlrechts ab Geburt. Im März 2017 initiierten sie die bundesweite Kampagne „Wahlrecht ab Geburt - Nur wer wählt, zählt“, die im Laufe des Bundestagswahlkampfes 2017 darauf aufmerksam machen soll, dass 13 Millionen Bundesbürger den Bundestag nicht wählen dürfen, weil sie unter 18 Jahre alt sind.

## Familiensterne
Mit den Familiensternen führt der Deutsche Familienverband e. V. im Jahr 2019 ein neues Qualitätssiegel für Familienurlaub ein. Betriebe, die besondere Kriterien hinsichtlich Ausstattung und Service für Familien erfüllen, können das Qualitätssiegel „Familiensterne – Familienfreundliches Haus“ erhalten. Das Qualitätssiegel bietet Familien eine Hilfestellung, für Familienurlaub besonders geeignete Ferienunterkünfte zu finden.
Die Zertifizierung „Familiensterne – Familienfreundliches Haus“ ist die bundesweit erste Zertifizierung, die von einer gemeinnützigen Familienorganisation vergeben wird. Im September 2019 wurde eine Ferienwohnung im Ostseebad Rerik als erste Unterkunft in Deutschland mit dem neuen Qualitätssiegel ausgezeichnet.